# I tre volti della seduzione
I tre volti della seduzione (Seduction: Three Tales from the "Inner Sanctum") è un film del 1992 con protagonista Victoria Principal.
Per la critica è stata una delle migliori interpretazioni dell'attrice.

## Trama
Il film è diviso in tre episodi.